# Gatillazo
Gatillazo fue un grupo español de música punk procedente de Salvatierra (Álava). Fue creado en 2003 por Evaristo, cantante de La Polla Records, y estuvo en activo hasta 2019.

Nunca quisimos hacerlo, pero las circunstancias nos obligaron. La necesidad se confabuló con la ocasión y caímos en la trampa sin remordimientos. Podríamos haberlo evitado, pero también podríamos morirnos de hambre: pollo que no cacarea, gatillazo que resuena
Evaristo Páramos

## Historia
Tras la muerte de Fernandito, el baterista de La Polla Records en septiembre del 2002, Evaristo decidió juntarse con el guitarrista de Kañería 13, Osoron (Jon Zubiaga), y con Yul y Txerra de RIP. La banda adoptó el nombre de The Kagas, con la cual dieron solo tres conciertos y sacaron un disco en noviembre del 2002. Después en el 2004, con la misma formación, se autodenominaron como The Meas, y al igual que su predecesora, solo dieron un par de conciertos, y sacaron solamente un disco.
Una vez agotados los proyectos, Evaristo ya tenía en la mira un nuevo grupo: a finales de 2003 formó Gatillazo con dos antiguos compañeros de La Polla, Txiki (guitarra) y Tripi (batería), además de Osoron (esta vez a la guitarra) y Xabi (bajo). Evaristo tenía claro que Gatillazo no iba a ser un proyecto puntual, como The Kagas o The Meas, que fueron, en sus propias palabras «ataques aéreos sin retorno». Pronto tenían un buen puñado de temas para entrar a grabar. Así, en marzo de 2005 apareció su primer disco homónimo, con 21 canciones después de descartar bastantes.
En septiembre del 2006, mediante su página oficial, Gatillazo anunció el cambio de un integrante. Xabi, el bajista, abandona la banda y es sustituido por Mikel.
El segundo álbum del grupo, Dianas legales, cuyo título es una alusión paródica a Diana de Gales, llegó en abril de 2007. Fue editado por Maldito Records, y su grabación tuvo lugar a principios de 2007.
En marzo del 2008, Mikel (el bajista) fue sustituido por Butonbiko (quien también se llama Mikel).
En noviembre de 2008 sale su tercer lanzamiento, titulado Sex Pastels. El álbum está formado por un CD (con las nuevas canciones); más un DVD con 32 canciones grabadas en vivo en la sala de ensayo, además de una entrevista, varias fotos, y el videoclip del tema "Nº1 en USA", del reciente disco.
A finales de diciembre de 2008, se anuncia que Osoron deja el grupo (por razones que no se dan a conocer). Desde entonces, Ángel es el nuevo guitarrista de la banda.
En marzo de 2011, se publica el cuarto trabajo de la banda, titulado Sangre y mierda. Este disco es el primero con el guitarrista Ángel, que entró en la banda en 2009 para sustituir a Osoron, que había dejado el grupo a principios de ese año.
En enero de 2013, el grupo confirmó que se encontraba en los estudios grabando su quinto álbum. El nuevo disco de la banda se titula "Siglo XXI", y se publicó el 2 de abril de 2013.
El 8 de abril de 2016 salía su sexto álbum de estudio llamado Cómo Convertirse en Nada.
La banda cesó su actividad en agosto de 2019

## Miembros
| - Evaristo - Voz (2003–Presente) (La Polla Records, Ex The Kagas y The Meas) - Txiki - Guitarra (2003–Presente) (Ex Disturbio y La Polla Records) - Ángel - Guitarra (2009–Presente) (Rockaina, ex Sálvate Si Puedes) - Butonbiko - Bajo (2008–Presente) (Ex Hesian) - Tripi - Batería (2003–Presente) (La Polla Records) | - Osoron - Guitarra (2003–2008) (Gose, Kañeria 13, The Kagas y The Meas) - Xabi - Bajo (2003–2006) (Zakarrak, RIP) - Mikel - Bajo (2006–2008) |

## Discografía

### Álbumes
- Gatillazo (Oihuka, 2005)
- Dianas legales (Maldito Records, 2007)
- Sex Pastels (Maldito Records, 2008) (CD en estudio + DVD en vivo)
- Sangre y mierda (Maldito Records, 2011)
- Siglo XXI (Maldito Records, 2013)
- Cómo Convertirse en Nada (Maldito Records, 2016)

### Participaciones en recopilatorios
- «Anorimia bulorexia», en Euskal Bideoklipen Bilduma 2 (Entzun, 2005). DVD de vídeos musicales de grupos vascos.
- «Envenenado», en Tributo a Parabellum (Santo Grial Records, 2006). Álbum homenaje a Parabellum.
- «Si los curas comieran chinas del río», en 20 y serenos (Warner Music, 2011). Álbum de Porretas, con colaboraciones de varios artistas.